# Baldvin Einarsson

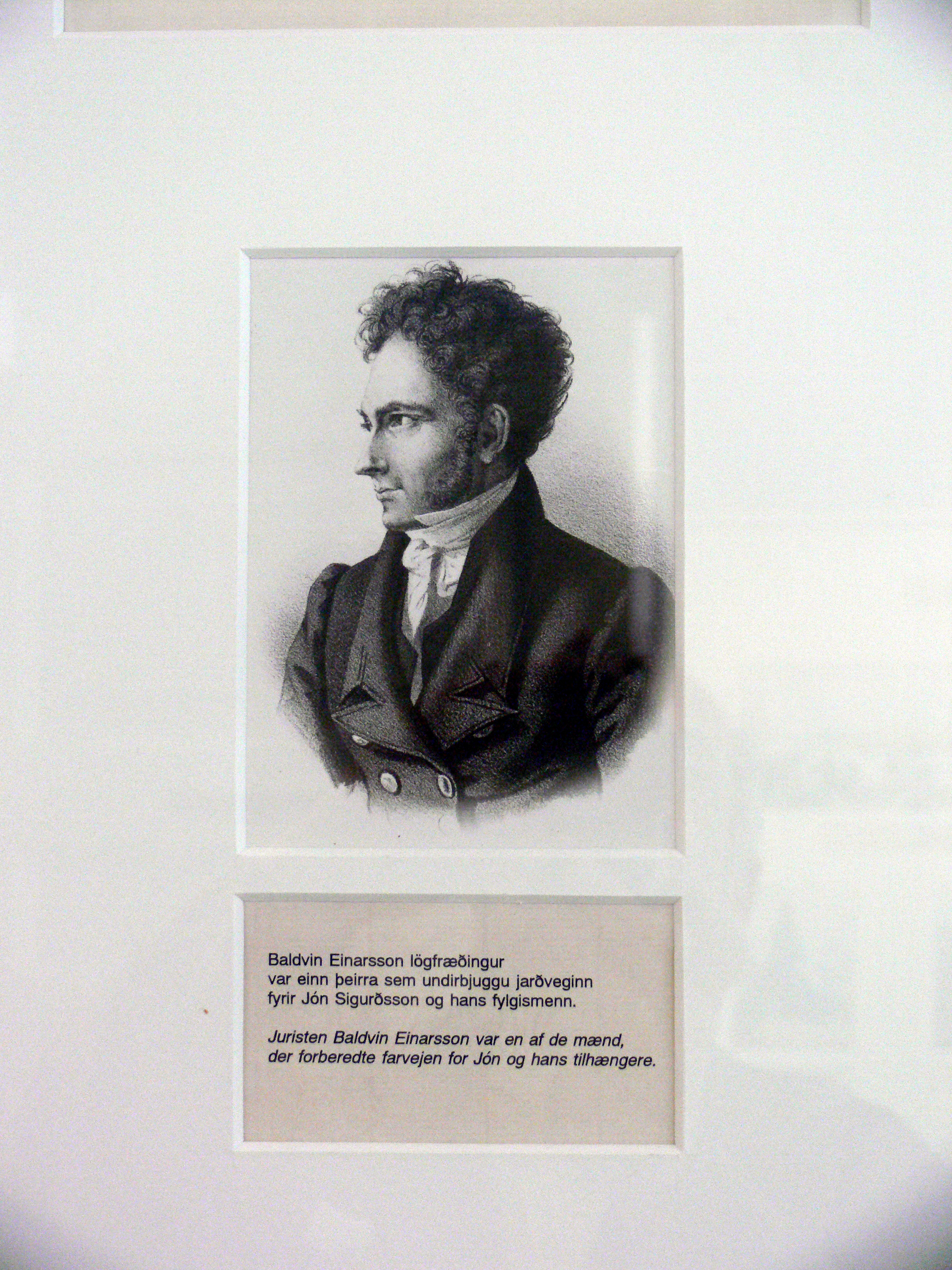
Baldvin Einarssyni.

Baldvin Einarsson (ur. 2 sierpnia 1801, zm. 9 lutego 1833 w Kopenhadze) – islandzki prawnik, pisarz i działacz polityczny. 
Syn Einara Guðmundsson i Guðrún Pjetursdóttir.
W latach 1829–1832 wydawał w Kopenhadze czasopismo „Ármann á Alþingi”, w którym walczył o tożsamość i samodzielność Islandii. Domagał się przywrócenia islandzkiego parlamentu – Althingu. Przekonywał, że Islandczycy stanowią odrębny naród.